# Jayson Leutwiler
Jayson Leutwiler (Neuchâtel, 25 aprile 1989) è un ex calciatore svizzero naturalizzato canadese, do ruolo portiere.

## Carriera

### Club
Comincia a giocare nelle giovanili dello Xamax Neuchâtel. Nel 2004 passa alle giovanili del Basilea. Nel 2009 viene ceduto in prestito allo Yverdon. Rientrato dal prestito, nell'estate 2010 viene ceduto con la stessa formula al Wohlen. Nel gennaio 2011 rientra al Basilea II. Nel gennaio 2012 viene prestato allo Sciaffusa. Nell'estate 2012 si trasferisce a titolo definitivo in Inghilterra, al Middlesbrough. Nel 2014 viene acquistato dallo Shrewsbury Town.

### Nazionale
Dopo aver giocato nelle giovanili della Svizzera, nel 2016 ha deciso di giocare per il Canada, di cui possiede la cittadinanza. Ha debuttato con la nazionale canadese l'11 novembre 2016, nell'amichevole persa contro la Corea del Sud (2-0). Nel 2017 viene inserito nella lista dei convocati per la Gold Cup 2017; in seguito anche nel 2019 e nel 2021 viene convocato per la medesima manifestazione.

## Statistiche

### Cronologia presenze e reti in nazionale
| Cronologia completa delle presenze e delle reti in nazionale ― Canada | Cronologia completa delle presenze e delle reti in nazionale ― Canada | Cronologia completa delle presenze e delle reti in nazionale ― Canada | Cronologia completa delle presenze e delle reti in nazionale ― Canada | Cronologia completa delle presenze e delle reti in nazionale ― Canada | Cronologia completa delle presenze e delle reti in nazionale ― Canada | Cronologia completa delle presenze e delle reti in nazionale ― Canada | Cronologia completa delle presenze e delle reti in nazionale ― Canada |
| Data                                                                  | Città                                                                 | In casa                                                               | Risultato                                                             | Ospiti                                                                | Competizione                                                          | Reti                                                                  | Note                                                                  |
| --------------------------------------------------------------------- | --------------------------------------------------------------------- | --------------------------------------------------------------------- | --------------------------------------------------------------------- | --------------------------------------------------------------------- | --------------------------------------------------------------------- | --------------------------------------------------------------------- | --------------------------------------------------------------------- |
| 11-11-2016                                                            | Cheonan                                                               | Corea del Sud                                                         | 2 – 0                                                                 | Canada                                                                | Amichevole                                                            | -                                                                     | 46’                                                                   |
| 22-3-2017                                                             | Edimburgo                                                             | Scozia                                                                | 1 – 1                                                                 | Canada                                                                | Amichevole                                                            | -                                                                     | 46’                                                                   |
| 2-9-2017                                                              | Toronto                                                               | Canada                                                                | 2 – 0                                                                 | Giamaica                                                              | Amichevole                                                            | -                                                                     |                                                                       |
| Totale                                                                |                                                                       | Presenze                                                              | 3                                                                     |                                                                       | Reti                                                                  | 0                                                                     |                                                                       |